# Хак, Франц
Франц Хак (нем. Franz Hack; 3 февраля 1915, Мангейм, Германия — 9 июня 1997, Гамбург, Германия) — оберштурмбаннфюрер СС, кавалер Рыцарского креста Железного креста с Дубовыми листьями.

## Карьера
1 ноября 1933 года вступает в ряды НСДАП (№ 4118222) и СС (№ 227129). 1 октября 1934 зачислен в штандарт СС «Германия». По окончании юнкерского училища в Бад-Тёльце 20 мая 1936 произведён в унтерштурмфюреры СС. 1 мая 1938 командир взвода 13 роты полка СС «Фюрер». С 6 апреля командир роты, а 22 декабря 1941 — 3-го батальона 9-го полка СС «Германия» в составе 5-й танковой дивизии СС «Викинг». 5 мая 1944 года награждён Рыцарским крестом Железного креста.
В 1945 году назначен командиром 10-го гренадерского полка СС «Вестланд» той же дивизии. За бои на Юго-Востоке 18 апреля 1945 получает Дубовые листья к Рыцарскому кресту Железного креста.

## Награды
- Медаль «В память 1 октября 1938 года»
- Железный крест 2-го класса (20 июня 1940)
- Железный крест 1-го класса (10 июля 1941)
- Нагрудный штурмовой пехотный знак в бронзе
- Восточная медаль
- Немецкий крест в золоте (8 января 1943)
- Нагрудный знак За ранение в золоте (5 мая 1944)
- Рыцарский крест (14 мая 1944)
  - с Дубовыми листьями (18 апреля 1945)